# Vellingshøj Station
Vellingshøj Station er en dansk jernbanestation i Vellingshøj i den nordlige del af Hjørring. Stationen ligger på Hirtshalsbanen mellem Herregårdsparken Trinbræt og Vidstrup Station.